# Ejército de la República de China
El Ejército de la República de China (中華民國陸軍; en pinyin: Zhōnghuá Mínguó Lùjūn) es la mayor de las ramas que componen las Fuerzas Armadas de la República de China (Taiwán). En torno al 80% del ejército está distribuido en la isla de Taiwán, mientras que las unidades restantes están acuarteladas en las islas Kinmen, Matsu y Penghu.
Como última línea de defensa contra una hipotética invasión de la República Popular de China, el Ejército está orientado a la defensa y contraataque de desembarcos anfibios y guerra urbana.

## Historia

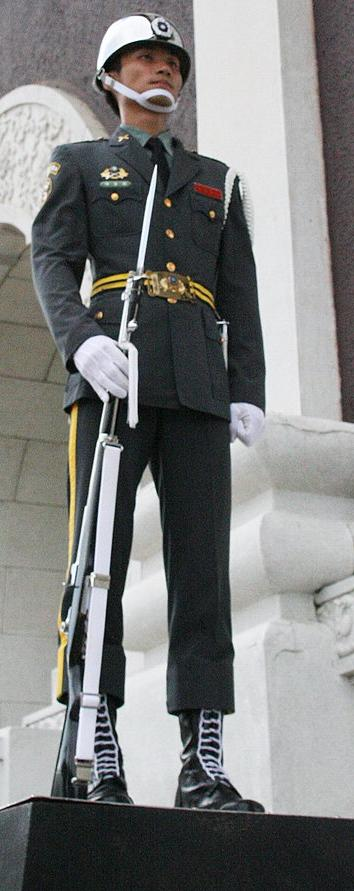
Un soldado con uniforme ceremonial monta guardia en el Santuario de los Mártires Revolucionarios de Taipéi.

Los orígenes del Ejército de la República de China se remontan a 1924 con el Ejército Nacional Revolucionario, el componente armado del Kuomintang (partido nacionalista chino) dirigido por Sun Yat-sen. El ejército participó en la Expedición del Norte, en la segunda guerra sino-japonesa (durante la Segunda Guerra Mundial) y en la guerra civil china antes de la retirada del gobierno de la República a la isla de Taiwán en 1949. Después de 1949, el Ejército de la República de China tomó parte en operaciones de combate en Kinmen y el archipiélago Dachen contra el Ejército Popular de Liberación en el marco de la Batalla de Kuningtou y en la Primera y Segunda Crisis del Estrecho de Taiwán. Además de estos importantes combates, el Ejército tuvo enfrentamientos ocasionales por medio de sus comandos especiales enviados a la costa de Fujian. Hasta la década de 1970, la misión principal para la cual estaba preparado el Ejército era la reconquista de la China continental. Después del levantamiento de la ley marcial en 1988 y la democratización del país en los años noventa, la misión principal del Ejército de la República de China se cambió a la defensa de Taiwán, Penghu, Kinmen y las Islas Matsu de una posible invasión del Ejército Popular de Liberación.
Con la reducción del tamaño de las Fuerzas Armadas de la República China en años recientes, el Ejército sufrió una serie de recortes presupuestarios mientras que la doctrina militar del país comenzó a enfatizar la importancia del combate litoral con elementos de la Armada y las Fuerzas Aéreas; y en consecuencia, tanto la Armada como la Fuerza Aérea empezaron a tener prioridad sobre el Ejército en la doctrina de defensa y adquisición de armamento.
 Las metas a corto plazo para el Ejército pasan por la adquisición y desarrollo conjunto de sistemas C2, helicópteros de ataque avanzados y vehículos blindados, sistemas de lanzamiento múltiple de misiles y sistemas de defensa aérea. Además el Ejército se encuentra en una fase de transición hacia una fuerza totalmente formada por voluntarios.

## Organización
La fuerza militar del Ejército de la República de China incluye 3 ejércitos y 5 cuerpos de ejército. En el 2005, el ejército estaba compuesto por 25 brigadas de infantería, 5 brigadas acorazadas y 3 brigadas de infantería mecanizada. Con posterioridad al 2005 todas las brigadas de infantería fueron desmovilizadas y transferidas a la reserva.
Tras la desmovilización de las brigadas de infantería fueron creadas un nuevo tipo de unidad, llamadas equipos de defensa (守備隊), formadas por elementos de las antiguas brigadas. El tamaño de estos grupos de defensa es muy variado, desde uno a varios batallones, equivalentes casi a un regimiento. El oficial al mando de estas unidades suele ser un coronel.
- Cuartel General del Ejército (陸軍司令部)

El mando del Cuartel General del Ejército de la República de China está a cargo de un general de tres estrellas. Su responsabilidad de mando se extiende al resto de las unidades que forman el Ejército. Está subordinado al Estado Mayor del Ejército, al ministro de Defensa y al Presidente de la República de China.
- Comando de Aviación y Fuerzas Especiales (航空特戰指揮部)

- 601.ª Brigada de Caballería Aérea
- 602.ª Brigada de Caballería Aérea
- 603.ª Brigada de Caballería Aérea
- 101.º Batallón de Reconocimiento
- Comando de Fuerzas Especiales (特戰指揮部)

- Centro de entrenamiento de fuerzas aerotransportadas (大武營「陸軍空降訓練中心」)
- Centro de entrenamiento de fuerzas especiales (谷關「陸軍特戰訓練中心」 )

- Comando de Operaciones Especiales

- 862.º Grupo de Operaciones Especiales
- 871.º Grupo de Operaciones Especiales

- 6.º Cuerpo de Ejército (第六軍團司令部): Norte de Taiwán

- 269.ª Brigada de infantería mecanizada
- 542.ª Brigada acorazada
- 584.ª Brigada acorazada
- 21.º Comando de artillería

- 801.º Batallón de artillería de cohetes

- 53.º Grupo de ingenieros
- 73.º Grupo de señales
- 33.º Grupo de guerra química

- 8.º Cuerpo de Ejército (第八軍團司令部): Sur de Taiwán

- 298.ª Brigada de infantería mecanizada
- 564.ª Brigada acorazada
- 43.º Comando de artillería

- 802.º Batallón de artillería de cohetes

- 54.º Grupo de ingenieros

39.º Grupo de guerra química
- 10.º Cuerpo de Ejército (第十軍團司令部): Centro de Taiwán

- 200.ª Brigada de infantería mecanizada
- 586.ª Brigada acorazada
- 58.º Comando de artillería

- 803.º Batallón de artillería de cohetes

- 52.º Grupo de ingenieros
- 36.º Grupo de guerra química
- 74.º Grupo de señales

- Comando de Defensa de Hua-Tung (花東防衛司令部). Este de Taiwán

- Equipo de defensa de Hualien (花蓮)
- Comando de área de Taitung (台東)

- Comando de defensa de Kinmen (金門防衛司令部)

- Equipo de defensa de Jindong (金東)
- Equipo de defensa de Jinshih (金西)
- Equipo de defensa de Shihyu (獅嶼)
- Grupo de artillería

- Comando de defensa de Penghu (澎湖防衛司令部)

- Equipo de defensa de Golden (高登)

- Comando de defensa de Matsu (馬祖防衛司令部)

- Equipo de defensa de Beigao (北高)
- Equipo de defensa Juguang (莒光)

- Comando de defensa de Tungyin (東引防衛司令部)

- Comando de área de Tungyin (東引)

- Comando de fuerzas de reserva (後備軍人司令部)

- 9 brigadas de infantería en activo, 24 brigadas en reserva (reactivadas sólo en caso de guerra)

- Comando logístico (後勤司令部)
- Comando de educación y entrenamiento (教育訓練暨準則發展司令部)
- Academia Militar de la República de China

## Equipamiento

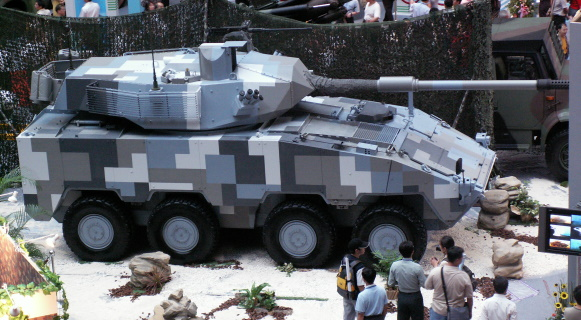
El transporte blindado CM-32, actualmente en producción.

A partir de la década de 1990, el Ejército de la República de China inició varios programas de modernización con el fin de reemplazar equipamiento obsoleto por armamento moderno, poniendo especial énfasis en aquellas fuerzas que deberían ser desplegadas rápidamente, adaptándolas también para el combate urbano. Los contratos se realizaron con los Estados Unidos por tanques M60A3 Patton, cañones autopropulsados M109A6 Paladin y helicópteros de ataque AH-1W SuperCobra; así como la actualización del equipamiento existente.
En julio de 2007, se informó que el Ejército podría solicitar la compra de 30 helicópteros de ataque AH-64D Apache Longbow. El presupuesto para 2008 también incluía la solicitud de compra de 60 helicópteros de transporte UH-60M Black Hawk, los cuales debían reemplazar parcialmente los UH-1H en servicio. También se ha informado del interés del Ejército por una nueva tercera generación de tanques al tiempo que los M60A3 de su arsenal van anticuándose. Los tanques que posiblemente estuvieron bajo consideración fueron el estadounidense M1A2, el británico Challenger, el alemán Leopard 2A6, el francés Leclerc y el israelí Merkava. Sin embargo se espera que el adquirido sea el M1A2 por los lazos militares que la República de China mantiene con los Estados Unidos.
En octubre de 2009 el Gobierno de los Estados Unidos anunció que planeaba vender armamento a la República China por valor de 6500 millones de dólares, finalizando la congelación en la venta de armas a este país. Junto a otro material diverso, el plan incluía los 30 helicópteros 30 AH-64D Apache Longbow Block III por valor de 2.532 millones de dólares, junto a sensores de visión nocturna, radar, 173 misiles Stinger y 1000 misiles AGM-114L Hellfire que debían equipar a los helicópteros. Además también se acordó la venta de 182 misiles Javelin con sus respectivos 20 puestos de lanzamiento, valorado todo en 47 millones de dólares.

### Blindados
| Modelo            | Origen         | Tipo                            | Número      | Notas |
| ----------------- | -------------- | ------------------------------- | ----------- | --- |
| M60A3 TTS         | Estados Unidos | MBT                             | 480         | |
| CM-11 (M48H)      | Taiwán         | MBT                             | 450         | Montados en Taiwán entre 1988 y 1994. Algunos transferidos al Cuerpo de Marines |
| CM-12             | Taiwán         | MBT                             | 250         | Modificados en Taiwán desde el modelo M48A3 |
| M48A3             | Taiwán         | MBT                             | 50          | Recibidos 309 tanques M48A1/A2 en la década de los 70, modificados en Taiwán al modelo M48A3, 250 fueron mejorados hasta el estándar CM12 |
| M41               | Estados Unidos | Tanque ligero                   | 775         | 50 M41D modificados en Taiwán. Algunos M41 utilizados por el Cuerpo de Marines. |
| CM-32             | Taiwán         | Transporte blindado de 8 ruedas | 600         | En producción |
| CM-21             | Taiwán         | Variante del M113               | +1000       | Diversas variantes producidas entre 1982 y 2009. CM-21/A1 Transporte de personalCM-22 portamorteros de 107mm/120mmCM-23 portamorteros de 81mmCM-24/A1 portamuniciones, con capacidad para 90 obuses de 155mm o 42 obuses de 203mmCM-25 con lanzador de misiles TOWCM-26 de mando (similar al M577)CM-27/A1 de recuperación |
| M113              | Estados Unidos | Transporte blindado             | 650         | Diversas variantes, incluidas las de transporte personal, portamorteros, portamuniciones, lanzador TOW, mando y recuperación |
| V-150S            | Estados Unidos | Transporte anfibio              | 300         | |
| AM General Humvee | Estados Unidos | Transporte de propósito general | 2.000-2.500 | Diversas variantes, incluidas de fabricación local con armamento ligero y lanzadores de misiles TOW 2A |

### Artillería
| Modelo           | Origen         | Tipo                                                                                            | Número                                       |
| ---------------- | -------------- | ----------------------------------------------------------------------------------------------- | -------------------------------------------- |
| M110             | Estados Unidos | Obús autopropulsado de cal. 203 mm                                                              | 60                                           |
| M109A2/A5        | Estados Unidos | Obús autopropulsado de cal. 203 mm 155 mm , parcialmente transferidos a la Infantería de Marina | 197/28                                       |
| M108             | Estados Unidos | Obús autopropulsado de cal. 105 mm                                                              | 225                                          |
| M115             | Estados Unidos | Obús remolcado cal. 203 mm                                                                      | 90                                           |
| M59 "Long Tom"   | Estados Unidos | Cañón remolcado cal. 155 mm                                                                     | 390                                          |
| M101             | Estados Unidos | Obús remolcado cal. 105 mm                                                                      | 650                                          |
| M1               | Estados Unidos | Obús remolcado/fijo cal. 240mm                                                                  | 30 dispuestos fijos en Kinman/Quemoy y Matsu |
| Kung Feng VI     | Taiwán         | Lanzacohetes autopropulsado cal. 117 mm                                                         | 72, 24 por Cuerpo                            |
| Thunderbolt-2000 | Taiwán         | Lanzacohetes autopropulsado                                                                     | 57 pedidos                                   |

### Helicópteros
| Modelo                                 | Origen         | Tipo                                         | Número      | Notas                                 |
| -------------------------------------- | -------------- | -------------------------------------------- | ----------- | ------------------------------------- |
| Boeing AH-64D Apache Longbow Block III | Estados Unidos | Helicóptero de ataque                        | 30          | Pedidos                               |
| Bell AH-1W SuperCobra                  | Estados Unidos | Helicóptero de ataque                        | 62          |                                       |
| Boeing CH-47SD Chinook                 | Estados Unidos | Helicóptero de transporte                    | 9           |                                       |
| Bell OH-58D Kiowa                      | Estados Unidos | Reconocimiento/Helicóptero liviano de ataque | 39          |                                       |
| Bell TH-67A Creek                      | Estados Unidos | Helicóptero de entrenamiento                 | 30          |                                       |
| AIDC UH-1H Iroquois                    | Taiwán         | Helicóptero de apoyo                         | Menos de 40 | 118 fabricados bajo licencia por AIDC |
| UH-60M Black Hawk                      | Estados Unidos | Helicóptero de apoyo                         | 60          | Pedidos                               |

### Armamento antiaéreo
| Modelo               | Origen         | Tipo                         | Número | Notas |
| -------------------- | -------------- | ---------------------------- | ------ | --- |
| M1097 Avenger        | Estados Unidos | SAM de corto alcance         | 74     | En servicio solo en los Grupos de Ejército Norte y Central, procedentes con los 1299 Stinger comprados en el mismo acuerdo. |
| FIM-92 Stinger       | Estados Unidos | Montaje dual (no MANPAD) SAM | 116    | 55 Lanzadores con 465 misiles, procedentes del Ejército de los EE. UU. y vendidos a Taiwán en 1996 por 80 millones. 61 lanzadores Stinger DMS con 728 misiles, entregados 1996 y 1998 por 180 millones, transferidos parcialmente a la Infantería de Marina |
| AIM-92 Stinger       | Estados Unidos | SAM                          | 173    | Block I, pedidos para los helicópteros AH-64D Block III APACHE Longbow |
| MIM-72/M48 Chaparral | Estados Unidos | Lanzador SAM autopropulsado  | 40     | En servicio sólo en el Grupo de Ejércitos Sur. Reserva de 646 misiles MIM-72F y 302 MIM-72E/G/J |
| AIM-9 Sidewinder     | Estados Unidos | SAM                          | 300    | AIM-9S. Portados por los helicópteros AH-1W |

### Armamento antitanque
| Modelo             | Origen         | Tipo                              | Número                                           | Notas |
| ------------------ | -------------- | --------------------------------- | ------------------------------------------------ | --- |
| M72 LAW            | Estados Unidos | Granada autopropulsada            |                                                  | |
| Type 66            | Taiwán         | Lanzacohetes                      |                                                  | |
| M136               | Estados Unidos | Misil antitanque                  |                                                  | |
| APILAS             | Francia        | Misil antitanque                  | 1000                                             | Entregados en 1998 |
| FGM-148 Javelin    | Estados Unidos | Misil antitanque                  | 360 misiles y 40 puestos de lanzamiento          | Pedido de 182 misiles y 20 puestos más |
| BGM-71 TOW-2A/B    | Estados Unidos | Misil antitanque                  | Más de 3100 misiles y 163 puestos de lanzamiento | Utilizados por el Ejército y la Infantería de Marina en vehículos M-113, HUMVEE, CM-25 y en helicópteros AH-1W y OH-58D. Después de 1997, Taiwán adquirió 1786 misiles TOW-2A y 290 TOW-2B |
| Hellfire AGM-114C  | Estados Unidos | Misil antitanque de guiado láser  | 684                                              | Portado por los helicópteros AH-1W y OH-58D |
| Hellfire AGM-114K3 | Estados Unidos | Misil antitanque de guiado láser  | 240                                              | Portado por los helicópteros AH-1W y OH-58D desde 1999 |
| Hellfire AGM-114M3 | Estados Unidos | Misil antitanque de guiado láser  | 449                                              | Portado por los helicópteros AH-1W y OH-58D, pedidos en septiembre de 2002 |
| Hellfire AGM-114L  | Estados Unidos | Misil antitanque guiado por radar | 1.000                                            | Pedidos para los helicópteros AH-64D |

### Armamento ligero
| Modelo                   | Origen         | Tipo                      | Notas                             |  |
| ------------------------ | -------------- | ------------------------- | --------------------------------- |  |
| T75                      | Taiwán         | Pistola cal. 9 mm         |                                   |  |
| T51                      | Taiwán         | Pistola cal. .45 ACP      |                                   |  |
| Glock 17                 | Austria        | Pistola cal. 9 mm         |                                   |  |
| T77                      | Taiwán         | Subfusil cal. 9 mm        |                                   |  |
| Calico M960              | Estados Unidos | Subfusil                  |                                   |  |
| MP5                      | Alemania       | Subfusil                  |                                   |  |
| Uzi                      | Israel         | Subfusil                  |                                   |  |
| M1014                    | Italia         | Escopeta semiautomática   |                                   |  |
| SPAS-12                  | Italia         | Escopeta Semiautomática   |                                   |  |
| T65                      | Taiwán         | Rifle de asalto           |                                   |  |
| T86                      | Taiwán         | Rifle de asalto           | T65 con carabina M4               |  |
| T91                      | Taiwán         | Rifle de asalto           | Rifle estándar                    |  |
| M4A1                     | Estados Unidos | Carabina                  |                                   |  |
| M1 carbine               | Estados Unidos | Carabina                  |                                   |  |
| M24 Sniper Weapon System | Estados Unidos | Rifle de precisión        |                                   |  |
| T93                      | Taiwán         | Rifle de precisión        |                                   |  |
| M82A1                    | Estados Unidos | Rifle de precisión        |                                   |  |
| PSG-1                    | Alemania       | Rifle de precisión        |                                   |  |
| SSG-2000                 | Suiza          | Rifle de precisión        |                                   |  |
| T74                      | Taiwán         | Ametralladora ligera      |                                   |  |
| T75                      | Taiwán         | Ametralladora de escuadra |                                   |  |
| M2                       | Estados Unidos | Ametralladora pesada      |                                   |  |
| T85                      | Taiwán         | Lanzagranadas cal. 40 mm  |                                   |  |
| MGL Mk-1                 | Sudáfrica      | Lanzagranadas cal. 40 mm  |                                   |  |
| Mk-19 Mod 3              | Estados Unidos | Lanzagranadas cal. 40 mm  | Fabricado bajo licencia en Taiwán |  |